# Карадах
Карадах, Карадак, Карадач, Каридахос (Karadach; Karidachos; fl. 450 г.) е вожд или крал на акацирите (akatziroi), древен народ от степите, който се причислява към хазарите, по времето на управлението на Атила. Той става васал на краля на хуните. Сменен е от Денгизих.
Той е споменат от Приск.